# Pleurophorus
Pleurophorus är ett släkte av skalbaggar som beskrevs av Étienne Mulsant 1842. Enligt Catalogue of Life ingår Pleurophorus i familjen Aphodiidae, men enligt Dyntaxa är tillhörigheten istället familjen bladhorningar.

## Dottertaxa tillPleurophorus, i alfabetisk ordning[1][2]
- Pleurophorus africanus
- Pleurophorus akamasicus
- Pleurophorus anatolicus
- Pleurophorus apicipennis
- Pleurophorus arabicus
- Pleurophorus banksi
- Pleurophorus beccarii
- Pleurophorus bengalensis
- Pleurophorus besucheti
- Pleurophorus caesus
- Pleurophorus cambeforti
- Pleurophorus capicola
- Pleurophorus cracens
- Pleurophorus dinajpurensis
- Pleurophorus edithae
- Pleurophorus formosanus
- Pleurophorus impressicollis
- Pleurophorus laticollis
- Pleurophorus ledouxi
- Pleurophorus madagassus
- Pleurophorus maghrebinicus
- Pleurophorus mediterranicus
- Pleurophorus nepalensis
- Pleurophorus opacus
- Pleurophorus pannonicus
- Pleurophorus raffrayi
- Pleurophorus schereri
- Pleurophorus setosus
- Pleurophorus thailandicus
- Pleurophorus tonkinensis
- Pleurophorus torretassoi
- Pleurophorus villiersi